# Jeannette Rodríguez Delgado
Jeannette Rodríguez (Caracas, 16 maggio 1961) è un'attrice venezuelana.
È stata una delle principali attrici del genere telenovela e ottenne notevole popolarità anche in Italia nel periodo di maggior successo internazionale delle produzioni del Venezuela, tra la metà degli anni 80 e i primi anni 90, insieme alle connazionali Mayra Alejandra, Grecia Colmenares, Mariela Alcalá, Catherine Fulop e Maricarmen Regueiro.
Tra le telenovelas trasmesse in Italia, Jeannette Rodriguez ha interpretato i ruoli drammatici di Patty in Leonela  e di Yolanda in Topazio.
L'interpretazione di maggior successo avvenne con la telenovela Cristal, che la rese per alcuni anni una celebrità, soprattutto in Spagna. A questo seguirono altri successi come: La signora in rosa, Amandoti e Piccola Cenerentola.
Nei primi anni novanta, con il declino del genere delle telenovelas sudamericane dalla trama classica (in cui una ragazza povera si innamora di un uomo ricco che la fa soffrire fino al lieto fine), Jeannette accettò il ruolo di protagonista in Micaela, che presentava invece una protagonista vincente e moderna, nel tentativo di sradicare il canovaccio del genere. L'esperimento però non ebbe successo e iniziò così la parabola discendente della carriera di Jeannette, che infine scomparve dagli schermi, anche per il rifiuto dell'attrice di interpretare ruoli secondari.
A fine anni novanta vi fu un breve tentativo di ritorno sulla TV venezuelana che però non ebbe seguito. Nel 2000 Jeannette tentò un ultimo rilancio partecipando all'edizione spagnola del reality L'isola dei famosi.
L'attrice non è più attiva e si è ritirata a vita privata a Miami tuttavia si è di nuovo esposta in pubblico nel 2007, quando il governo del suo Paese ha tolto i diritti di trasmissione a RCTV, il canale che negli anni novanta produsse le sue prime telenovele di successo internazionale, con l'accusa di aver partecipato attivamente con la sua disinformazione al precedente colpo di Stato. Jeannette ha dichiarato di rispettare gli ideali politici di tutti, ma ha manifestato il suo totale dissenso nei confronti dell'operato di Hugo Chávez, da lei ritenuto liberticida.
Nelle versioni in italiano delle sue telenovele è stata prevalentemente doppiata da Barbara De Bortoli.

## Telenovelas
- Kapricho S.A. (1982)
- Chao Cristina (1983)
- Giorni grevi (Días de infamia) (1983)
- Marisela (1983)
- Leonela; 1ª parte (Leonela) - Patty (1983)
- Leonela; 2ª parte (Miedo al amor) (1984)
- Topazio (Topacio) - Yolanda (1984)
- Rebeca - Geraldine (1985)
- Cristal  - Cristina (1985)
- La signora in rosa (La dama de rosa) - Gabriela (1986)
- Amandoti; altro titolo: Carolina (Amandote) - Carolina (1988)
- Piccola Cenerentola  (Pobre diabla) - Marcela (1990)
- Micaela - Micaela (1992)
- Todo por tu amor - Marina (1997)

## Doppiatrici italiane
- Barbara De Bortoli in: Topazio, Cristal (ridoppiaggio), La signora in rosa (ridoppiaggio), Piccola Cenerentola, Micaela.
- Angiolina Gobbi in: Cristal (doppiaggio originale), La signora in rosa (doppiaggio originale).
- Germana Pasquero in: Amandoti/Carolina.
- Beatrice Margiotti in: Leonela.